# Марійська кухня

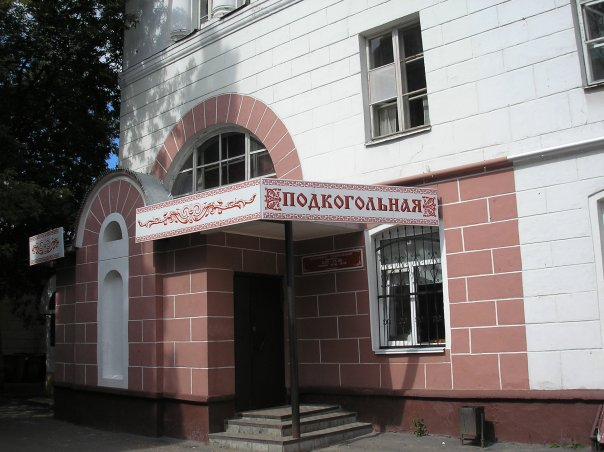
Кафе національної кухні в Йошкар-Олі

Марі́йська ку́хня (лукомар. Кочкыш) — традиційне мистецтво приготування їжі марійського народу.

## Опис
Існувала заборона на полювання на диких гусей, лебедів та голубів, у деяких місцевостях Марійського краю — на журавлів.

## Традиційні страви і продукти
Основна традиційна їжа марійців — киравець, суп із галушками (лашка), вареники з начинкою з м'яса або сиру (подкогильйо), варена ковбаса з сала або крові з крупою (сокта), в'ялена ковбаса з конини (каж), листкові млинці (команмелна), сирні сирники (туара), відварні коржі (подкінде), печені коржі (салмагінде).
Для національної кухні характерні також специфічні страви з м'яса білки, яструба, пугача, їжака, вужа, гадюки, з борошна з сушеної риби, конопляного насіння.
Серед напоїв поширене пиво (пура), пахта (еран), міцний медовий напій (пӱрӧ).